# Nikita Leontjewitsch Korsch
Nikita Leontjewitsch Korsch (russisch Никита Леонтьевич Корж; * 30. Maijul. / 10. Juni 1731greg. im Kosaken-Dorf Nowy Kodak (jetzt Teil Dnipros); † 30. Oktoberjul. / 11. November 1835greg. im Dorf Michailowka) war ein russischer Geschichtenerzähler.

## Leben
Korsch wurde im Alter von 7 Jahren von seinem Paten R. Katschalow in die Saporoger Sitsch aufgenommen. Er durchlief die traditionelle Kosakenausbildung vom Druscha (Schildknappe) zum Woiskowoi Starschina (Major). Er wurde zum Sitscher Heiler ernannt. Er war Koch und Vertrauter des Kosch-Atamans Petro Kalnyschewskyj.
Nach der Liquidierung der Sitsch 1775 durch Grigori Alexandrowitsch Potjomkin ließ sich Korsch in der Sloboda Polowiza (jetzt Teil Dnipros) nieder. Als 1787 die Stadt Jekaterinoslaw zu entstehen begann, zog er zu seinem Paten Katschlow und wohnte auf dessen Winterhof. Durch Ukas Katharinas II. erhielt Korsch 10.000 Dessjatinen Land  am Fluss Sucha Sura. Darauf lud er die Bewohner Nowy Kodaks und Polowizas ein, sich auf diesem Land niederzulassen und soviel davon zu bearbeiten, wie sie könnten. So entstanden neue freie Höfe, die später das Dorf Michailowka bildeten.
Bekannt wurde Korsch als Geschichtenerzähler. Er erzählte von den Strukturen, dem Rechtswesen, den Traditionen, den religiösen Bräuchen und dem Alltagsleben der Kosaken während der letzten Jahre der Saporoger Sitsch. Erzbischof Gawriil (Rosanow) von Cherson und Taurien und Bischof Iakow (Wetscherkow) von Saratow schrieben die Erzählungen nieder. Gawriil (Rosanow) erstellte daraus ein zusammenfassendes Buch unter Beibehaltung der originalen Erzählweise, das 1842 in Odessa erschien. Apollon Alexandrowitsch Skalkowski veröffentlichte Erzählungen im Journal des Ministeriums für Volksbildung.
Korsch starb im November 1835 an einer Erkältung nach einer Rundwanderung zum Sammeln von Spenden für den Bau einer Kirche.
In Michailowka befindet sich ein Korsch-Museum.